# Краєзнавець (клуб)
Клуб «Краєзнавець» — клуб за інтересами, який діє при відділі краєзнавства Чернігівської обласної універсальної наукової бібліотеки імені Софії та Олександра Русових (м. Чернігів), до 18 липня 2023 р. ЧОУНБ ім. В. Г. Короленка. В рамках клубу проводяться презентації нових видань,читацькі конференції, зустрічі з цікавими людьми. Клуб «Краєзнавець» — центр наукового і культурного спілкування користувачів.

## Засади діяльності
Спочатку діяльність клубу було регламентовано статутом.
Статут передбачав такі основні напрями роботи:
- збирати матеріали з історії Чернігівщини з найдавніших часів до наших днів;
- виявляти учасників і свідків видатних подій, які відбувалися в нашому краї;
- організовувати екскурсії по області;
- підтримувати зв'язок з науковими установами та організаціями

До складу правління входили співробітники Чернігівського історичного музею ім. В. Тарновського, міського бюро подорожей та екскурсій, студенти Національного університету «Чернігівський колегіум» імені Т. Г. Шевченка. Головою правління (президентом) клубу «Краєзнавець» був обраний кандидат історичних наук, викладач Національного університету «Чернігівський колегіум» імені Т. Г. Шевченка, а нині професор кафедри історії України, археології та краєзнавства Навчально-наукового інституту історії та соціогуманітарних дисциплін імені О. М. Лазаревського Чернігівського Національного університету "Чернігівський колегіум" імені Т. Г. Шевченка, голова правління обласної організації Національної спілки краєзнавців України, Олександр Борисович Коваленко, віце-президентом — завідувачка відділу Чернігівського історичного музею імені В.Тарновського, заслужений працівник культури України Світлана Олександрівна Половнікова, другим віце-президентом і секретарем — Людмила Валентинівна Студьонова, перша завідувачка відділу краєзнавства бібліотеки.

## Історія
Розпочав свою діяльність клуб з «краєзнавчих п'ятниць» ще у 1972 році. Першими гостями їх були письменники Григір Тютюнник, Євген Гуцало, Юрій Збанацький, Борис Гусєв та ін. У 1974 році активісти «п'ятниць» об'єдналися у клуб «Краєзнавець».
Історія існування «Краєзнавця» — це, перш за все, сотні зустрічей з відомими вченими, літераторами, журналістами, ветеранами війни та праці. На його засіданнях обговорювались теми, що найбільше хвилювали людей. Це проблеми, пов'язані із забудовою міста Чернігова, його екології, археологічні дослідження міста та області, увічнення пам'яті наших відомих земляків. Дуже актуальною була воєнна тематика — запрошувалися учасники Другої світової війни і автори книг про них. Традиційними стали бенефіси читачів — найактивніших членів клубу. Не обходили клуб і ювілейні історичні дати, до яких ретельно готувалися і збирали значну аудиторію.
Значні зміни в діяльності клубу відбулися після встановлення незалежності України. Почали підніматися теми, які довгий час були майже недоторканими — національно-визвольні змагання 1917—1921 рр., голодомор, політичні репресії в Україні в 20-х-30-х роках ХХ століття тощо. Більше уваги стало приділятися матеріалам про культурних та освітніх діячів України, особливо тих, чиї життя та діяльність були пов'язані з Чернігівщиною.
Сьогодні клуб «Краєзнавець» шукає нові форми роботи, широко застосуваючи сучасні інформаційні технології, щоб інтерес до його діяльності не згасав і у майбутньому. Адже кредо клубу — мудрі слова Максима Рильського: «Мало любити свій рідний край, його треба ще й знати!»

## Галерея

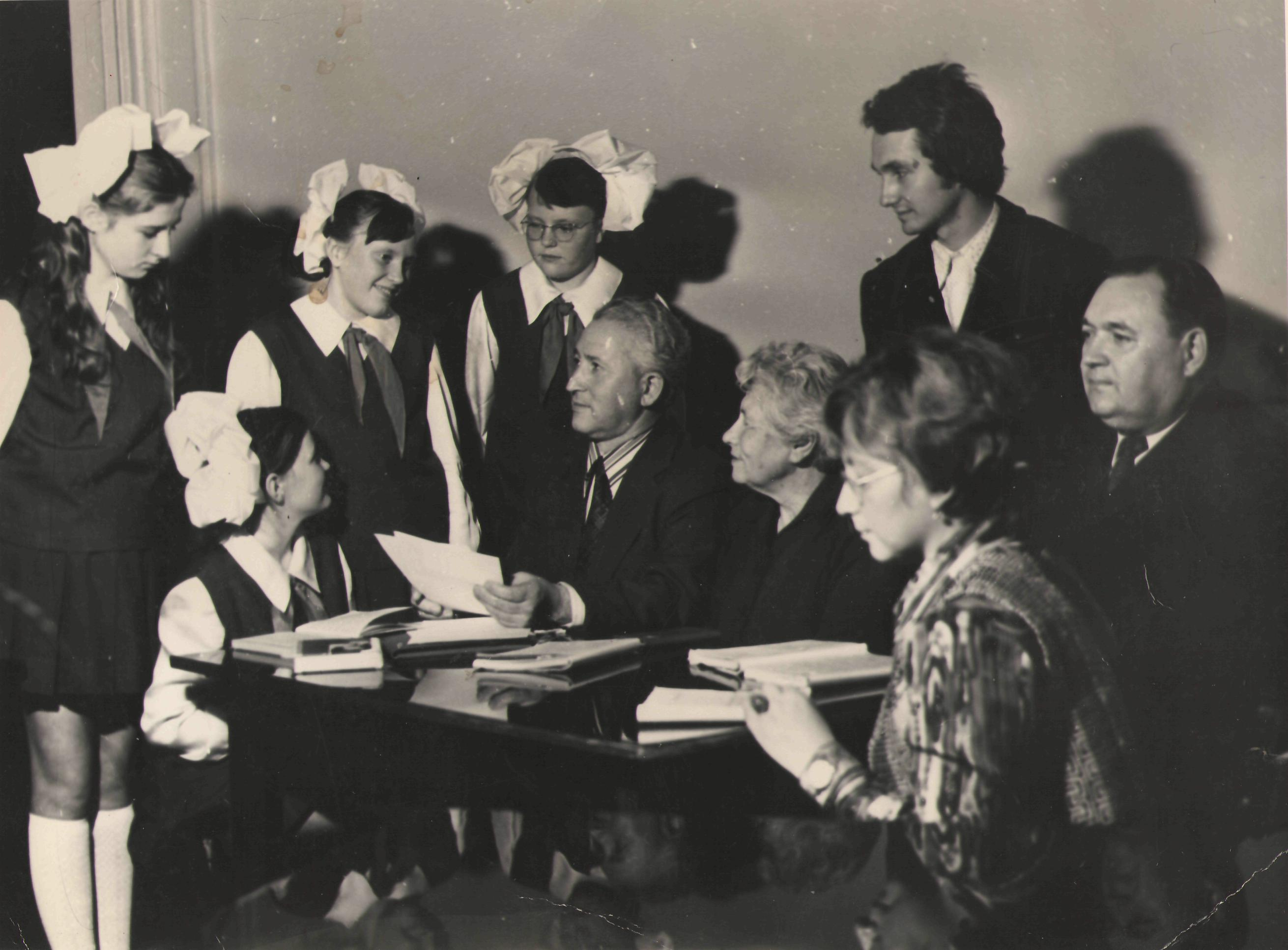
Засідання клубу "Краєзнавець"